# Leonardo da Vinci: arte e scienza dell'universo
Leonardo da Vinci: arte e scienza dell'universo è una monografia illustrata e un resoconto biografico del polimata italiano Leonardo da Vinci. L'opera è il 73º titolo della collana «Universale Electa/Gallimard», scritta dal critico d'arte italiano Alessandro Vezzosi, e pubblicata da Electa/Gallimard nel 1996 in Italia. Nello stesso anno l'opera è stata tradotta in francese da Françoise Liffran, e pubblicata in Francia da Éditions Gallimard nella sua collana enciclopedica «Découvertes», sotto il titolo Léonard de Vinci : Art et science de l'univers. Da questo libro è stata tratta una versione documentaria per la rete franco-tedesca Arte uscita nel 2001, intitolata Léonard de Vinci.

## Contenuto
In questo libro, l'autore ripercorre la vita e l'opera di Leonardo da Vinci —l'artista della pittura mentale—, dalla sua infanzia in Italia alla sua morte in Francia, in cinque capitoli, seguiti da un insieme di «Testimonianze e documenti». La biografia colloca la vita di Da Vinci nel contesto delle grandi corti che visitò: i Medici di Firenze, la Milano ducale e la Francia regia.

## Accoglienza
Il sito Babelio attribuisce al libro una media di 4.19/5 sulla base di 8 valutazioni. Su Goodreads, il libro ha una valutazione media di 3.59 su 5, basata su 139 valutazioni, indicando recensioni generalmente positive.
Nel quotidiano irlandese The Irish Times, un autore anonimo pensa che «questo piccolo libro è un utile riassunto».

## Versione documentaria
Nel 2001, in co-produzione con La Sept-Arte e Trans Europe Film, in collaborazione con Éditions Gallimard e museo del Louvre, ha realizzato l'adattamento di Léonard de Vinci : Art et science de l'univers intitolato Léonard de Vinci, diretto da Jean-Claude Lubtchansky, e narrato dagli attori francesi Aurore Clément e Gérard Desarthe. Questo documentario è stato trasmesso su Arte nella serie di documentari per il grande pubblico L'Aventure humaine. Successivamente è stato doppiato in tedesco con il titolo Leonardo da Vinci: Kunst und Wissenschaft des Universums, e in inglese sotto il titolo Leonardo da Vinci: The Mind of the Renaissance. Il film è stato distribuito anche in DVD, edito dal Centre national du cinéma et de l’image animée (CNC).

## Edizioni internazionali
| Titolo                                                 | Traduzione letterale                                                  | Lingua              | Paese                 | Collana (numero nella collana)                                     | Casa editrice                                      | Traduttore                | Anno di prima pubblicazione | ISBN               |
| ------------------------------------------------------ | --------------------------------------------------------------------- | ------------------- | --------------------- | ------------------------------------------------------------------ | -------------------------------------------------- | ------------------------- | --------------------------- | ------------------ |
| Leonardo da Vinci: arte e scienza dell'universo        | N.D.                                                                  | italiano            | Italia                | Universale Electa/Gallimard (nº 73)                                | Electa/Gallimard                                   | N.D.                      | 1996                        | ISBN 9788844500832 |
| Léonard de Vinci : Art et science de l'univers         | «Leonardo da Vinci: arte e scienza dell'universo»                     | francese            | Francia               | Découvertes Gallimard (nº 293)                                     | Éditions Gallimard                                 | Françoise Liffran         | 1996                        | ISBN 9782070533534 |
| Leonardo da Vinci: Renaissance Man                     | «Leonardo da Vinci: l'uomo del Rinascimento»                          | inglese britannico  | Regno Unito           | New Horizons (senza numero)                                        | Thames & Hudson                                    | Alexandra Bonfante-Warren | 1997                        | ISBN 9780500300817 |
| Leonardo da Vinci: The Mind of the Renaissance         | «Leonardo da Vinci: la mente del Rinascimento»                        | inglese americano   | Stati Uniti d'America | Abrams Discoveries (senza numero)                                  | Harry N. Abrams                                    | Alexandra Bonfante-Warren | 1997                        | ISBN 9780810928091 |
| Leonardo da Vinci: Arte y ciencia del universo         | «Leonardo da Vinci: arte e scienza dell'universo»                     | spagnolo            | Spagna                | Biblioteca ilustrada (nº 12)                                       | Blume Naturart                                     | Julia Alquézar Solsona    | 2011                        | ISBN 9788480769334 |
| Leonardo da Vinci: Arte e Ciência do Universo          | «Leonardo da Vinci: arte e scienza dell'universo»                     | portoghese          | Brasile               | Descobertas (senza numero)                                         | Objetiva                                           | Mônica Braga              | 2006                        | ISBN 9788573028164 |
| Leonardo da Vinci: konstens och vetenskapens mästare   | «Leonardo da Vinci: il maestro dell'arte e della scienza»             | svedese             | Svezia                | En värld av vetande (senza numero)                                 | Berghs förlag                                      | Solveig Hedberg           | 1997                        | ISBN 9789150212990 |
| Leonardo da Vinci: Genialny wizjoner                   | «Leonardo da Vinci: un brillante visionario»                          | polacco             | Polonia               | Poznać i Zrozumieć Świat – Focus (nº 1)                            | Gruner+Jahr Polska                                 | Alicja Choińska           | 2002                        | ISBN 9788389221933 |
| Leonardo da Vinci: Genialny wizjoner (wydanie klubowe) | «Leonardo da Vinci: un brillante visionario» (edizione club/rilegata) | polacco             | Polonia               | N.D.                                                               | Świat Książki                                      | Alicja Choińska           | 2006                        | ISBN 9788324703562 |
| Leonardo da Vinci – Pasaulio menas ir mokslas          | «Leonardo da Vinci: arte e scienza del mondo»                         | lituano             | Lituania              | Atradimai Baltos lankos (nº 2)                                     | Baltos lankos                                      | Violeta Tauragienė        | 1997                        | ISBN 9789986861164 |
| Da Vinci: Arta și știința universului                  | «Da Vinci: arte e scienza dell'universo»                              | romeno              | Romania               | Découvertes Univers: Colecțiile Cotidianul. Enciclopedica (vol. I) | Editura Univers (in collaborazione con Cotidianul) | Diana Crupenschi          | 2007                        | ISBN 9781602570184 |
| Leonardo da Vinci – Evren Bilimi ve Sanatı             | «Leonardo da Vinci: scienza e arte dell'universo»                     | turco               | Turchia               | Genel Kültür Dizisi (senza numero)                                 | Yapı Kredi Yayınları                               | Nami Başer                | 2002                        | ISBN 9789750803567 |
| Леонардо да Винчи: Искусство и наука Вселенной         | «Leonardo da Vinci: arte e scienza dell'universo»                     | russo               | Russia                | Открытие (senza numero)                                            | AST                                                | Elena Murashkintseva      | 2001                        | ISBN 9785170069415 |
| Леонардо да Винчи и его Вселенная (edizione rilegata)  | «Leonardo da Vinci e il suo universo»                                 | russo               | Russia                | Биография искусства (nº 1)                                         | Mann, Ivanov e Ferber                              | Inna Solodkova            | 2019                        | ISBN 9785001461753 |
| レオナルド・ダ・ヴィンチ 真理の扉を開く                | «Leonardo da Vinci: aprire la porta alla verità»                      | giapponese          | Giappone              | 知の再発見 (nº 79)                                                 | Sōgensha                                           | Junichi Gotō              | 1998                        | ISBN 9784422211398 |
| 達文西：科學與藝術天才                                 | «Da Vinci: genio della scienza e dell'arte»                           | cinese tradizionale | Taiwan                | 發現之旅 (nº 63)                                                   | China Times Publishing                             | Li-ching Chên             | 2002                        | ISBN 9789571337173 |
| 达·芬奇：宇宙的艺术和科学                              | «Da Vinci: arte e scienza dell'universo»                              | cinese semplificato | Cina                  | 发现之旅 (nº 68)                                                   | Shanghai Translation Publishing House              | Yan Zhu                   | 2004                        | ISBN 9787532732142 |
| 레오나르도 다 빈치: 조화와 비례의 미학                 | «Leonardo da Vinci: l'estetica dell'armonia e della proporzione»      | coreano             | Corea del Sud         | 시공 디스커버리 (nº 93)                                            | Sigongsa                                           | Kyo-shin Kim              | 1999                        | ISBN 9788972596943 |